# Alfons Serra Fabra
Alfons Serra Fabra (nascut el 10 de desembre de 1990) és un futbolista català que juga al CE Europa com a migcampista ofensiu.

## Carrera de club
Nascut a Valls, Catalunya, Serra es va formar al Gimnàstic de Tarragona. Després de diverses temporades amb l'equip de formació, va debutar professionalment el 8 de setembre de 2011, en una derrota per 0-6 contra el Valladolid, per la Copa del Rei de la temporada.
L'agost de 2013 Serra va signar un contracte amb el CE Constància. Després de jugar-hi habitualment, va tornar a la Pobla l'agost de l'any següent.